# Abbo von der Provence
Abbo († nach 739) war ein fränkischer Adliger, der in Südfrankreich residierte.

## Leben
Abbo, der von 726 bis 739 nachweisbar ist, war der Enkel des Marron sowie Sohn des Felix (Bischof von Turin) und der Rustica. Der Bischof von Gap, Symphorien, war sein Onkel und Vormund. Abbo gehörte zur weitläufigen Familie des Waldelenus († Anfang des 7. Jahrhunderts), die aus der Gegend um Besançon stammte und später in der Region der Städte Susa (im Piemont), Embrun und Gap (beide im heutigen französischen Département Hautes-Alpes) die Alpenpässe nach Italien beherrschte.
Um 735 empörte sich der in Marseille residierende Patricius oder Dux Maurontus gegen Karl Martell. Als Oberhaupt seiner Familie stand Abbo, der Rector von Maurienne und Susa war, an der Spitze des Widerstandes in der Provence gegen Maurontus. Dieser suchte sich die Moslems von Septimanien als Verbündete aus. Abbo half dagegen Karl Martell bei seinem 736 ins untere Tal der Rhone führenden Feldzug gegen Maurontus, der besiegt wurde, 737 erneut rebellierte und von Karl Martells Halbbruder Childebrand mit Unterstützung des Langobardenkönigs Liutprand wieder geschlagen wurde. Karl Martell ernannte Abbo zur Belohnung zum Patricius der Provence und gab ihm ausgedehnte Ländereien (u. a. im Piemont), die er von den besiegten Feinden konfisziert hatte. Obwohl sich Abbo den Arnulfingern relativ spät angeschlossen hatte, wurde er rasch in eine solche Machtposition gehoben, da er keinen legitimen Erben hatte. Nach seinem Tod gingen alle seine Besitzungen und das von seinen Vorfahren angehäufte Familienvermögen durch seinen 739 verfassten letzten Willen auf das von ihm am 30. Januar 726 gegründete Kloster in Novalesa im Piemont (Italien) über, das nun in den Besitz der Karolinger kam. Vielleicht war die von ihm als „vielgeliebt“ bezeichnete Virgilia seine Tochter; ihr trat er einen Teil seiner Güter ab. Abbos Testament stellt eine wichtige Quelle für die Geschichte der Provence im frühen 8. Jahrhundert dar.